# Campionat de Catalunya d'atletisme - 200 metres llisos
Els 200 metres llisos és una prova del Campionat de Catalunya d'atletisme que es realitza des del 1916 en categoria masculina i des del 1932 en categoria femenina. És considerada la prova reina de velocitat del campionat.
El primer campió masculí fou Rafael Maria Casas (1916), de la Societat Pompeia. En categoria femenina la primera edició es disputà l'any 1932 però en les distàncies de 150 metres llisos, que fou guanyada per Maria Morros Navarro.
Amb l'arribada del Franquisme les dones deixaren de competir en el campionat. Els anys 1947 i 1948, de forma aïllada, es disputaren proves femenines ja sobre 200 metres llisos, amb triomfs de Maria Víctor i Denisse Huet. A partir de 1961 es reprengué la prova femenina de forma definitiva, novament sobre 200 metres.

## Historial

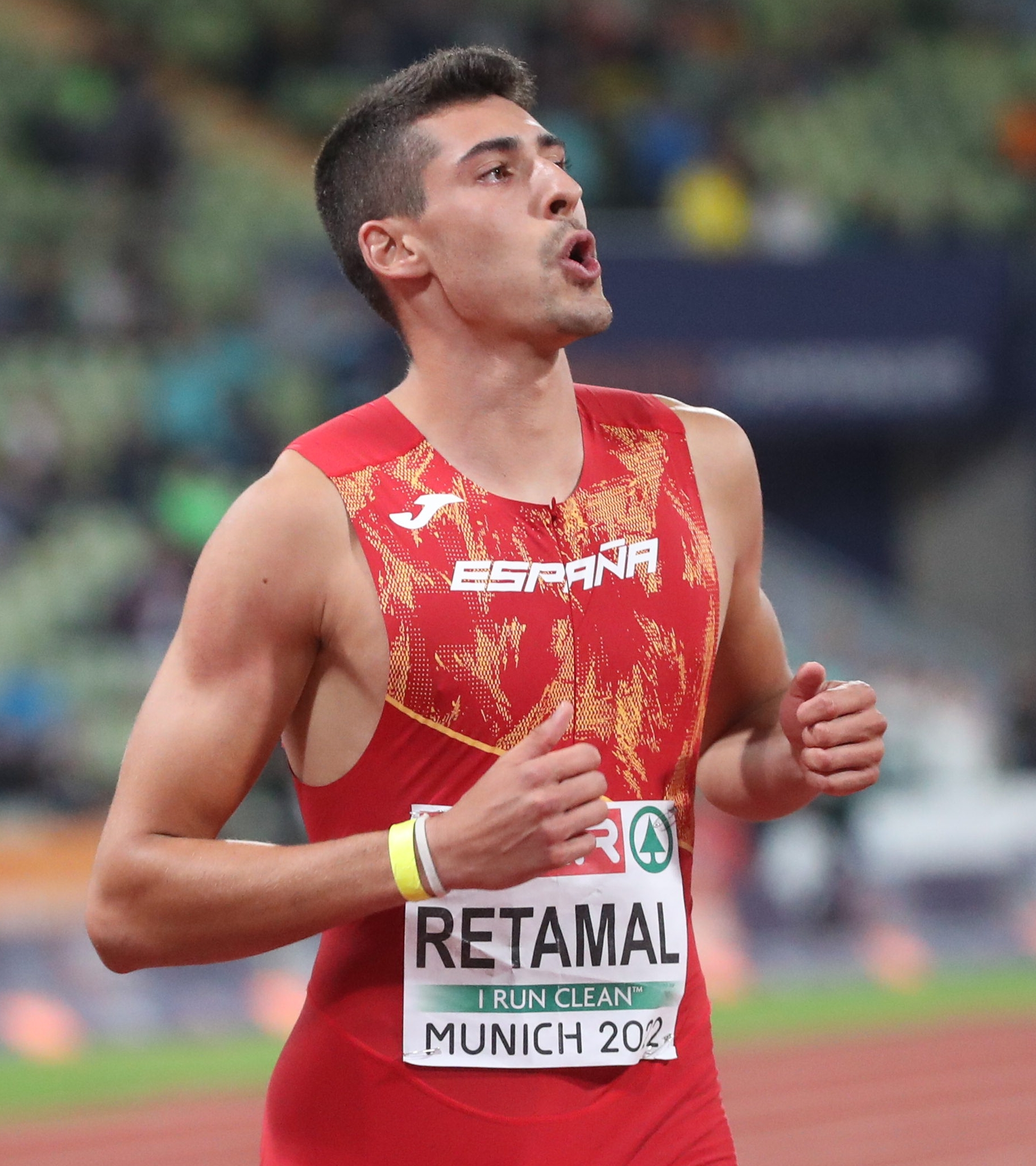
Pol Retamal ha estat diversos cops campió dels 200 metres llisos.

Llegenda
| Prova disputada sobre una distància de 150 metres llisos. |
| Prova disputada sobre una distància de 200 metres llisos. |

| Edició   | Data | Competició masculina                          | Competició masculina                          | Competició masculina                          | Competició femenina                   | Competició femenina                   | Competició femenina                   | refs.       |
| Edició   | Data | Campió                                        | Club                                          | Temps                                         | Campiona                              | Club                                  | Temps                                 | refs.       |
| -------- | ---- | --------------------------------------------- | --------------------------------------------- | --------------------------------------------- | ------------------------------------- | ------------------------------------- | ------------------------------------- | ----------- |
| I        | 1916 | Rafael Maria Casas                            | SS Pompeia                                    | 25.4                                          | la categoria femenina començà el 1932 | la categoria femenina començà el 1932 | la categoria femenina començà el 1932 | [ 2 ] [ 3 ] |
| II       | 1917 | Rafael Maria Casas                            | SS Pompeia                                    | 26.0                                          | la categoria femenina començà el 1932 | la categoria femenina començà el 1932 | la categoria femenina començà el 1932 | [ 2 ] [ 4 ] |
| III      | 1918 | Josep Gallofré                                | CN Barcelona                                  | 25.0                                          | la categoria femenina començà el 1932 | la categoria femenina començà el 1932 | la categoria femenina començà el 1932 | [ 2 ] [ 5 ] |
| IV       | 1919 | la prova no es va poder disputar per la pluja | la prova no es va poder disputar per la pluja | la prova no es va poder disputar per la pluja | la categoria femenina començà el 1932 | la categoria femenina començà el 1932 | la categoria femenina començà el 1932 | [ 2 ]       |
| V        | 1920 | Rafael Maria Casas                            | CN Barcelona                                  | 24.9                                          | la categoria femenina començà el 1932 | la categoria femenina començà el 1932 | la categoria femenina començà el 1932 | [ 2 ]       |
| -        | 1921 | no es disputà per la crisi federativa         | no es disputà per la crisi federativa         | no es disputà per la crisi federativa         | la categoria femenina començà el 1932 | la categoria femenina començà el 1932 | la categoria femenina començà el 1932 | [ 2 ]       |
| -        | 1922 | no es disputà per la crisi federativa         | no es disputà per la crisi federativa         | no es disputà per la crisi federativa         | la categoria femenina començà el 1932 | la categoria femenina començà el 1932 | la categoria femenina començà el 1932 | [ 2 ]       |
| VI       | 1923 | Vicenç Cebrian                                | Independent                                   | 24.8                                          | la categoria femenina començà el 1932 | la categoria femenina començà el 1932 | la categoria femenina començà el 1932 | [ 2 ]       |
| VII      | 1924 | Joan Junquera                                 | FC Barcelona                                  | 24.2                                          | la categoria femenina començà el 1932 | la categoria femenina començà el 1932 | la categoria femenina començà el 1932 | [ 2 ]       |
| VIII     | 1925 | Joan Oliver                                   | FC Badalona                                   | 25.0                                          | la categoria femenina començà el 1932 | la categoria femenina començà el 1932 | la categoria femenina començà el 1932 | [ 2 ]       |
| IX       | 1926 | Josep Paüls                                   | CE Terrassa                                   | 24.6                                          | la categoria femenina començà el 1932 | la categoria femenina començà el 1932 | la categoria femenina començà el 1932 | [ 2 ]       |
| X        | 1927 | Joan Oliver                                   | FC Badalona                                   | 25.2                                          | la categoria femenina començà el 1932 | la categoria femenina començà el 1932 | la categoria femenina començà el 1932 | [ 2 ]       |
| XI       | 1928 | Joan Serrahima                                | Júnior FC                                     | 24.0                                          | la categoria femenina començà el 1932 | la categoria femenina començà el 1932 | la categoria femenina començà el 1932 | [ 2 ]       |
| XII      | 1929 | Joan Oliver                                   | FC Badalona                                   | 24.0                                          | la categoria femenina començà el 1932 | la categoria femenina començà el 1932 | la categoria femenina començà el 1932 | [ 2 ]       |
| XIII     | 1930 | Miquel Arévalo                                | CG Tarragona                                  | 23.6                                          | la categoria femenina començà el 1932 | la categoria femenina començà el 1932 | la categoria femenina començà el 1932 | [ 2 ]       |
| XIV      | 1931 | Lluís Sereix                                  | FC Badalona                                   | 22.8                                          | la categoria femenina començà el 1932 | la categoria femenina començà el 1932 | la categoria femenina començà el 1932 | [ 2 ]       |
| XV       | 1932 | Miquel Arévalo                                | FC Barcelona                                  | 23.2                                          | Maria Morros Navarro                  | Club Femení i E.                      | 21.1                                  | [ 2 ]       |
| XVI      | 1933 | Vicent Aracil                                 | FC Barcelona                                  | 23.3                                          | Emília Trepat                         | Club Femení i E.                      | 21.8                                  | [ 2 ]       |
| XVII     | 1934 | Miquel Arévalo                                | BUC                                           | 23.3                                          | Roser Raventós                        | CE Júpiter                            | 22.5                                  | [ 2 ]       |
| XVIII    | 1935 | Miquel Arévalo Vicent Aracil                  | BUC FC Barcelona                              | 23.3                                          | N/D                                   | N/D                                   | N/D                                   | [ 2 ]       |
| XIX      | 1936 | Joan Duran                                    | GEiEG                                         | 24.2                                          | N/D                                   | N/D                                   | N/D                                   | [ 2 ]       |
| -        | 1937 | no es disputà per la Guerra Civil             | no es disputà per la Guerra Civil             | no es disputà per la Guerra Civil             | no es disputà per la Guerra Civil     | no es disputà per la Guerra Civil     | no es disputà per la Guerra Civil     |             |
| -        | 1938 | no es disputà per la Guerra Civil             | no es disputà per la Guerra Civil             | no es disputà per la Guerra Civil             | no es disputà per la Guerra Civil     | no es disputà per la Guerra Civil     | no es disputà per la Guerra Civil     |             |
| -        | 1939 | no es disputà per la Guerra Civil             | no es disputà per la Guerra Civil             | no es disputà per la Guerra Civil             | no es disputà per la Guerra Civil     | no es disputà per la Guerra Civil     | no es disputà per la Guerra Civil     |             |
| XX       | 1940 | Vicent Aracil                                 | FC Barcelona                                  | 23.7                                          | N/D                                   | N/D                                   | N/D                                   | [ 2 ]       |
| XXI      | 1941 | Salvador Mercadé                              | FC Barcelona                                  | 23.5                                          | N/D                                   | N/D                                   | N/D                                   | [ 2 ]       |
| XXII     | 1942 | Salvador Mercadé                              | FC Barcelona                                  | 23.6                                          | N/D                                   | N/D                                   | N/D                                   | [ 2 ]       |
| XXIII    | 1943 | Vicent Aracil                                 | FC Barcelona                                  | 24.2                                          | N/D                                   | N/D                                   | N/D                                   | [ 2 ]       |
| XXIV     | 1944 | Vicent Aracil                                 | FC Barcelona                                  | 23.9                                          | N/D                                   | N/D                                   | N/D                                   | [ 2 ]       |
| XXV      | 1945 | Salvador Mercadé Felipe Belmonte              | FC Barcelona                                  | 23.5                                          | N/D                                   | N/D                                   | N/D                                   | [ 2 ] [ 6 ] |
| XXVI     | 1946 | Enrique Sales                                 | CN Barcelona                                  | 24.8                                          | N/D                                   | N/D                                   | N/D                                   | [ 2 ]       |
| XXVII    | 1947 | Raül Navarro                                  | CN Barcelona                                  | 23.0                                          | Maria Víctor                          | RCD Espanyol                          | 31.5                                  | [ 2 ]       |
| XXVIII   | 1948 | Felipe Belmonte                               | FC Barcelona                                  | 23.0                                          | Denisse Huet                          | CE Hispano Francès                    | 28.7                                  | [ 2 ]       |
| XXIX     | 1949 | Felipe Belmonte                               | FC Barcelona                                  | 23.1                                          | N/D                                   | N/D                                   | N/D                                   | [ 2 ]       |
| XXX      | 1950 | Jordi Gaspar                                  | CN Barcelona                                  | 23.7                                          | N/D                                   | N/D                                   | N/D                                   | [ 2 ]       |
| XXXI     | 1951 | Xavier Antón                                  | UE Vic                                        | 22.7                                          | N/D                                   | N/D                                   | N/D                                   | [ 2 ]       |
| XXXII    | 1952 | Xavier Antón                                  | UE Vic                                        | 23.3                                          | N/D                                   | N/D                                   | N/D                                   | [ 2 ]       |
| XXXIII   | 1953 | Xavier Antón                                  | FC Barcelona                                  | 23.5                                          | N/D                                   | N/D                                   | N/D                                   | [ 2 ]       |
| XXXIV    | 1954 | Marcel·lí Hosta                               | Lluïsos de Gràcia                             | 23.0                                          | N/D                                   | N/D                                   | N/D                                   | [ 2 ]       |
| XXXV     | 1955 | Sebastià Junqueras                            | CA Stadium                                    | 23.2                                          | N/D                                   | N/D                                   | N/D                                   | [ 2 ]       |
| XXXVI    | 1956 | Enric Ichasmendi                              | CN Barcelona                                  | 22.7                                          | N/D                                   | N/D                                   | N/D                                   | [ 2 ]       |
| XXXVII   | 1957 | Francesc Xavier Pagès                         | CA Stadium                                    | 22.5                                          | N/D                                   | N/D                                   | N/D                                   | [ 2 ]       |
| XXXVIII  | 1958 | Enric Ichasmendi                              | CN Barcelona                                  | 22.4                                          | N/D                                   | N/D                                   | N/D                                   | [ 2 ]       |
| XXXIX    | 1959 | Armand Roca                                   | CN Barcelona                                  | 22.7                                          | N/D                                   | N/D                                   | N/D                                   | [ 2 ]       |
| XL       | 1960 | Amadeu Betriu                                 | CN Barcelona                                  | 22.4                                          | N/D                                   | N/D                                   | N/D                                   | [ 2 ]       |
| XLI      | 1961 | José Juan Gras                                | CE Universitari                               | 23.3                                          | Eva Gossé                             | CE Hispano Francès                    | 27.9                                  | [ 2 ]       |
| XLII     | 1962 | Amadeu Betriu                                 | CN Barcelona                                  | 22.6                                          | Maria Lluïsa Consegal                 | CE Hispano Francès                    | 28.2                                  | [ 2 ]       |
| XLIII    | 1963 | Josep Pont Amenós                             | CN Barcelona                                  | 22.0                                          | Ana Maria Gibert                      | CA Linterna Roja                      | 27.5                                  | [ 2 ]       |
| XLIV     | 1964 | Josep Pont Amenós                             | CN Barcelona                                  | 22.2                                          | Ana Maria Gibert                      | CE Universitari                       | 28.2                                  | [ 2 ] [ 7 ] |
| XLV      | 1965 | Lluís Garcia Baena                            | CA Laietània                                  | 22.6                                          | Nadia Cánovas                         | FC Barcelona                          | 27.7                                  | [ 2 ]       |
| XLVI     | 1966 | Joan Seguí                                    | JA Sabadell                                   | 23.2                                          | Isabel Montañà                        | FC Barcelona                          | 26.9                                  | [ 2 ]       |
| XLVII    | 1967 | Joan Seguí                                    | JA Sabadell                                   | 22.9                                          | Rosa Quesada                          | UE Santboiana                         | 27.6                                  | [ 2 ]       |
| XLVIII   | 1968 | Alfonso Gabernet                              | Independent                                   | 22.2                                          | Isabel Montañà                        | FC Barcelona                          | 26.6                                  | [ 2 ]       |
| XLIX     | 1969 | Pere Aguadé                                   | GEiEG                                         | 22.2                                          | Isabel Montañà                        | CE Universitari                       | 27.2                                  | [ 2 ]       |
| L        | 1970 | Vicenç Garcia Machado                         | JA Sabadell                                   | 22.1                                          | Maria Feu Moix                        | CE Universitari                       | 26.5                                  | [ 2 ]       |
| LI       | 1971 | Alfonso Gabernet                              | FC Barcelona                                  | 21.6                                          | Nadia Cánovas                         | CN Barcelona                          | 26.2                                  | [ 2 ]       |
| LII      | 1972 | Alfonso Gabernet                              | FC Barcelona                                  | 22.6                                          | Montserrat Tomàs                      | CE Universitari                       | 27.0                                  | [ 2 ]       |
| LIII     | 1973 | Javier Martínez                               | FC Barcelona                                  | 21.7                                          | Mercè Boixet                          | CA Laietània                          | 26.4                                  | [ 2 ]       |
| LIV      | 1974 | Anton Brufau                                  | CN Reus Ploms                                 | 21.7                                          | Dolors Vives                          | CA Manresa                            | 25.6                                  | [ 2 ]       |
| LV       | 1975 | José Carlos Rodríguez                         | CN Barcelona                                  | 22.2                                          | Glòria Pujol                          | JA Sabadell                           | 25.2                                  | [ 2 ]       |
| LVI      | 1976 | Anton Brufau                                  | CN Reus Ploms                                 | 22.2                                          | Mercè Boixet                          | CA Laietània                          | 25.8                                  | [ 2 ]       |
| LVII     | 1977 | Anton Brufau                                  | CN Reus Ploms                                 | 22.1                                          | Asunción Calderón                     | CE Universitari                       | 25.5                                  | [ 2 ]       |
| LVIII    | 1978 | Jaume Campderrós                              | FC Barcelona                                  | 21.9                                          | Margarita Colomer                     | CG Barcelonès                         | 26.0                                  | [ 2 ]       |
| LIX      | 1979 | Javier Martínez                               | AD Antorcha                                   | 21.53                                         | Margarita Colomer                     | CG Barcelonès                         | 26.32                                 | [ 2 ]       |
| LX       | 1980 | Miquel Àngel Arnau                            | FC Barcelona                                  | 21.43                                         | Dolors Vives                          | CN Barcelona                          | 24.74                                 | [ 2 ]       |
| LXI      | 1981 | Germán Tejada                                 | FC Barcelona                                  | 22.63                                         | Conxita Minguella                     | CN Barcelona                          | 25.68                                 | [ 2 ]       |
| LXII     | 1982 | Higinio López                                 | CG Barcelonès                                 | 21.75                                         | Teresa Rioné                          | CE Universitari                       | 25.31                                 | [ 2 ]       |
| LXIII    | 1983 | Francesc Caritj                               | FC Barcelona                                  | 21.88                                         | Teresa Rioné                          | CE Universitari                       | 23.86                                 | [ 2 ]       |
| LXIV     | 1984 | Higinio López                                 | CG Barcelonès                                 | 21.90                                         | María Sol                             | CE Universitari                       | 25.18                                 | [ 2 ]       |
| LXV      | 1985 | Joaquim Borrego                               | AD Antorcha                                   | 21.85                                         | Isabel Rodríguez Amat                 | CG Barcelonès                         | 25.81                                 | [ 2 ]       |
| LXVI     | 1986 | Carles Turró                                  | FC Barcelona                                  | 21.42                                         | Eva Velasco Palos                     | CN Figueres                           | 24.84                                 | [ 2 ]       |
| LXVII    | 1987 | Ángel Heras                                   | FC Barcelona                                  | 21.55                                         | Conxita Minguella                     | CG Barcelonès                         | 24.95                                 | [ 2 ]       |
| LXVIII   | 1988 | Lluís Turón                                   | GEiEG                                         | 22.11                                         | Alícia Hernández                      | AE L'Hospitalet                       | 25.45                                 | [ 2 ] [ 8 ] |
| LXIX     | 1989 | Jesús Puigmartí                               | JA Sabadell                                   | 21.67                                         | Montserrat Fernández                  | GEiEG                                 | 24.76                                 | [ 2 ]       |
| LXX      | 1990 | Carles Turró                                  | Cornellà At.                                  | 21.68                                         | Lorena Ortí Garcés                    | FC Barcelona                          | 24.78                                 | [ 2 ]       |
| LXXI     | 1991 | Israel Luque                                  | CGB-L'H                                       | 21.78                                         | Isabel Rodríguez Amat                 | CGB-L'H                               | 25.01                                 | [ 2 ]       |
| LXXII    | 1992 | Israel Luque                                  | FC Barcelona                                  | 21.46                                         | Mireia Ruiz Fernández                 | CA Vic                                | 24.82                                 | [ 2 ]       |
| LXXIII   | 1993 | Jordi Mayoral                                 | GEiEG                                         | 21.02                                         | Mireia Ruiz Fernández                 | CA Vic                                | 24.68                                 | [ 2 ]       |
| LXXIV    | 1994 | Jordi Mayoral                                 | GEiEG                                         | 21.45                                         | Ana Maria Megias                      | CN Poble Nou                          | 24.41                                 | [ 2 ]       |
| LXXV     | 1995 | Lluís Turón                                   | GEiEG                                         | 21.71                                         | Lorena Ortí Garcés                    | AA Catalunya                          | 24.86                                 | [ 2 ]       |
| LXXVI    | 1996 | José Illán Blanco                             | CN Reus Ploms                                 | 21.66                                         | Ana Maria Megias                      | CN Poble Nou                          | 24.62                                 | [ 2 ]       |
| LXXVII   | 1997 | Joaquim Casadellà                             | GEiEG                                         | 21.79                                         | Lorena Ortí Garcés                    | AA Catalunya                          | 25.50                                 | [ 2 ]       |
| LXXVIII  | 1998 | Joaquim Casadellà                             | GEiEG                                         | 21.36                                         | Ana Maria Megias                      | Transports T2                         | 24.53                                 | [ 2 ]       |
| LXXIX    | 1999 | Jordi Mayoral                                 | GEiEG                                         | 20.99                                         | Margarita de Miguel                   | AA Catalunya                          | 24.66                                 | [ 2 ]       |
| LXXX     | 2000 | Jordi Mayoral                                 | GEiEG                                         | 21.35                                         | Laura Trapero Bagué                   | GEiEG                                 | 25.22                                 | [ 2 ]       |
| LXXXI    | 2001 | Raül Sánchez                                  | AAC-UBAE                                      | 21.60                                         | Isabel Vert Carbó                     | AAC-UBAE                              | 24.37                                 | [ 2 ]       |
| LXXXII   | 2002 | Jordi Mayoral                                 | GEiEG                                         | 21.43                                         | Margarita de Miguel                   | AAC-UBAE                              | 24.69                                 | [ 2 ]       |
| LXXXIII  | 2003 | Jordi Mayoral                                 | GEiEG                                         | 21.35                                         | Margarita de Miguel                   | AAC-UBAE                              | 24.48                                 | [ 2 ]       |
| LXXXIV   | 2004 | José Guzmán Navarro                           | Integra 2                                     | 21.50                                         | Margarita de Miguel                   | AAC-UBAE                              | 25.18                                 | [ 2 ]       |
| LXXXV    | 2005 | Marc Puigtió                                  | FC Barcelona                                  | 21.87                                         | Eva Martín Estévez                    | JA Sabadell                           | 24.60                                 | [ 2 ]       |
| LXXXVI   | 2006 | Marc Altés Virgili                            | CN Reus Ploms                                 | 21.76                                         | Eva Martín Estévez                    | FC Barcelona                          | 24.63                                 | [ 2 ]       |
| LXXXVII  | 2007 | Julián Lozano Brau                            | Decatlon Kondy                                | 21.82                                         | Plácida Azahara Martínez              | FC Barcelona                          | 25.20                                 | [ 2 ]       |
| LXXXVIII | 2008 | Marc Altés Virgili                            | CN Reus Ploms                                 | 21.76                                         | Eva Martín Estévez                    | FC Barcelona                          | 24.04                                 | [ 2 ]       |
| LXXXIX   | 2009 | Sergio Ruiz Serrano                           | JA Sabadell                                   | 21.67                                         | Plácida Azahara Martínez              | FC Barcelona                          | 24.25                                 | [ 2 ]       |
| XC       | 2010 | Edgar Pérez Torvisco                          | AA Catalunya                                  | 21.72                                         | Plácida Azahara Martínez              | FC Barcelona                          | 24.23                                 | [ 2 ]       |
| XCI      | 2011 | Edgar Pérez Torvisco                          | AA Catalunya                                  | 21.36                                         | Plácida Azahara Martínez              | FC Barcelona                          | 24.53                                 | [ 2 ]       |
| XCII     | 2012 | Sergio Ruiz Serrano                           | JA Sabadell                                   | 21.41                                         | Cristina Lara                         | FC Barcelona                          | 24.68                                 | [ 2 ]       |
| XCIII    | 2013 | Edgar Pérez Torvisco                          | AA Catalunya                                  | 21.52                                         | Estela García                         | València TiM                          | 23.72                                 | [ 2 ]       |
| XCIV     | 2014 | Edgar Pérez Torvisco                          | AA Catalunya                                  | 21.85                                         | Plácida Azahara Martínez              | FC Barcelona                          | 24.19                                 | [ 2 ]       |
| XCV      | 2015 | Sergio Ruiz Serrano                           | JA Sabadell                                   | 20.97                                         | Andrea Díez Ibáñez                    | AA Catalunya                          | 24.02                                 | [ 2 ]       |
| XCVI     | 2016 | Patrick Chinedu Ike                           | CA Platges de Castelló                        | 21.50                                         | Cristina Lara                         | FC Barcelona                          | 23.49                                 | [ 2 ]       |
| XCVII    | 2017 | Pol Retamal                                   | FC Barcelona                                  | 21.00                                         | Cristina Lara                         | FC Barcelona                          | 23.72                                 | [ 2 ]       |
| XCVIII   | 2018 | Pol Retamal                                   | FC Barcelona                                  | 20.89                                         | Anna Obradors                         | ISS-L'Hospitalet                      | 24.04                                 | [ 2 ]       |
| XCIX     | 2019 | Alex Kingue Porteros                          | AA Catalunya                                  | 21.25                                         | Paula Llistosella                     | GEiEG                                 | 24.42                                 | [ 2 ]       |
| C        | 2020 | Joan Martínez Peñalver                        | FC Barcelona                                  | 22.26                                         | Anna Obradors                         | L'Hospitalet At.                      | 25.00                                 | [ 2 ]       |
| CI       | 2021 | Oriol Madí Besalú                             | SG Pontevedra                                 | 21.31                                         | Carmen Sánchez Silva                  | València CA                           | 23.87                                 | [ 2 ]       |
| CII      | 2022 | Pol Retamal                                   | FC Barcelona                                  | 20.81                                         | Jaël Sakura Bestué                    | FC Barcelona                          | 23.59                                 | [ 2 ]       |
| CIII     | 2023 | Pol Retamal                                   | FC Barcelona                                  | 20.80                                         | Ona Rossell                           | CA Platges de Castelló                | 24.56                                 | [ 2 ]       |
| CIV      | 2024 | Pol Retamal                                   | FC Barcelona                                  | 20.53                                         | Ericka Badeau Maseras                 | Unió Colomenca                        | 24.09                                 | [ 2 ]       |

1. ↑  Des de la temporada 2012-2013, els atletes estrangers que per 3r any consecutiu hagin diligenciat llicència amb la FCA poden ser campions.